# NNNライブオンネットワーク
『NNNライブオンネットワーク』（エヌエヌエヌライブオンネットワーク、英語表記：NNN LIVE ON NETWORK）とは、日本テレビ（NNN）で1986年9月29日から1988年4月2日までにかけて放送された夕方のニュース番組である。

## 番組概要
日本テレビローカルとしては、『6時です!4チャンネル』以降途絶えていたローカルワイドニュース枠を、この番組をもって復活させることとなった。しかし、別番組扱いではなく、他局を参考にした「ネット・ローカル混在型」としたものの、系列局との兼ね合いから番組前半を関東ローカル枠の「準ネットニュース（関東ローカルではあるが、放送するニュースの内容はネット級の内容を中心に据えた）」とし、後半は一部クロスネット局を除く全国ネットの「NNN基幹ニュース枠」とした。スポンサーセールスも30分で交代し、二か国語放送も18:30からの30分だけ対応していた。
メインキャスター（番組ではメインアンカーパーソンと称していた）には『ルンルンあさ6生情報』を担当していた井田由美（日本テレビアナウンサー）を起用した。1987年10月2日まで井田のみの進行であり、日本のニュース番組でメインキャスターを女性に起用した初の番組とされ、この点が宣伝でも特にアピールされた。アンカーマンでなくアンカーパーソンと称したのも初とされる。また、天気予報コーナーの担当として『ルンルン-』のリポーターであった木原実がキャスターオーディションに合格して異動。番組名やメインキャスターの変更、気象予報士資格取得を経ながら2024年現在も日本テレビの夕方ニュース枠で天気予報を伝え続けている。
総合演出は『ズームイン!!朝!』を成功させた齋藤太朗が就任した。また、ロジャー・パルバースをオブザーバー（初期の番組本編にもコメンテーターとして出演していた）に迎え、「タイムドキュメント」等意欲的な企画を用意したほか、放送に使用するスタジオも報道専用のEスタジオではなく、報道局フロアを使用。この番組の開始にあわせて大規模な改装工事を行った。なお、土曜の同番組はEスタジオを使用していたが、1987年10月（後述）からは報道局フロアを模して多数のテレビモニターやスタッフが原稿を作成するためのデスク・同時通訳用のブース、ゲスト出演時の応接スペースなどを備えた「ワーキング・スタジオ」風のセットをEスタジオに設置、これ以降は平日・土曜共にスタジオは再びEスタジオへ戻った。このセットは『NNNニュースプラス1』へ移行後も1990年9月まで使用を続けた（『NNNニュースプラス1』移行時に原稿作成のデスクや応接スペースは撤去された）。
1987年10月5日から平日については、テコ入れとして新たに真山勇一を加え、全国パートにローカルパートを内包し、1時間にネットとローカルを混在させるなど、先行する『FNNスーパータイム』（フジテレビ）を意識したリニューアルを図った。これに伴い、ネット局では地域ごとにタイトルが異なる形（後述）となった。ただし、エンディングは番組スポンサーの都合や日本テレビ以外の全局で番組名が改題されていたという事情から、映像とBGM（ライブオンネットワークのもの）のみを日本テレビからは送出した。
しかし、1988年4月2日に番組は終了。同年4月4日からは『ズームイン!!朝!』の初代司会者を務めた徳光和夫をメインとした『NNNニュースプラス1』に受け継がれることになる。
本番組終了後、井田は1990年3月31日まで土曜の『NNNニュースプラス1』日曜の『NNN日曜夕刊』、1990年4月1日から2003年9月26日まで『NNNきょうの出来事』(1990年9月30日までは『NNNきょうの出来事Sports&News』、金曜・土曜・日曜→土曜・日曜→月曜 - 金曜）を担当。真山は1990年3月29日まで月曜 - 木曜の『NNNきょうの出来事Sports&News』、1990年4月2日から1992年3月27日まで『ルックルックこんにちは』内のニュース（隔週）と『午後は○○おもいッきりテレビ』のニュースコーナー「情報特急便」、1992年10月5日から2002年9月27日まで月曜 - 金曜の『NNNニュースプラス1』、2004年5月31日から2006年3月31日まで『午後は○○おもいッきりテレビ』の「情報特急便」と『ザ・ワイド』の「NEWS撮って出し」を担当した。
土曜担当の本多当一郎は1988年3月末を最後に当番組と土曜・日曜『NNN昼のニュース』日曜『NNN日曜夕刊』の担当から外れた（1988年4月2日の当番組と1988年4月3日の『NNN日曜夕刊』は芦沢俊美が担当した）。青尾幸は当番組終了後、すでに担当していた金曜と新たに土曜・日曜の『NNNきょうの出来事』を1990年3月31日まで担当した。
1987年9月までのオープニングは系列局の18:30飛び乗り用と、関東ローカルの平日18:00および土曜用があった(後者は87年10月以降も使用)。前者は18:30に各局毎に再生されたが再生スピードが違っておりそれに伴って音階や速度が違っていた。後者はタイトルコール入り（平日用）となし（土曜用）があり平日用は年末年始にはネット局でも視聴できた。提供クレジットBGMには非常に珍しく5拍子のものが使われていた。福井放送では平日18:30のオープニングが静止画となっていた（土曜日は日本テレビと同じ）。
平日のエンディングに流れていたBGMは当時開局していなかった石川県の日本テレビ系列・テレビ金沢で1992年頃『ズームイン!!朝!』のローカル天気予報で使われていた。

## 放送時間
全てJST。

### 平日
- 18:00 - 18:55（全国パートは18:30.05 - 18:52、1987年10月からは18:01:15 - 18:30（18:16:40に飛び降りる読売テレビなど一部地域は18:30より前に飛び降り）及び18:40 - 18:52）

番組放送開始から約1年間、平日の前半30分は関東ローカルで、地方局では18:30からの開始であった。これは先述の通り関東においては全国ネットと関東ローカルを混在させた1時間番組としたことによる。番組オープニングタイトルには関東ローカル用と全国ネット用の2種類が存在したため、この番組では18:30の全国ネットパート開始（各局飛び乗り）時にネット各局がそれぞれ独自にタイトル出しを行っていた。このため、局によってVTRの再生スピードが異なったり（当然曲スピードも異なる）、別のタイトルを独自に制作する局があったりと、ネット各局が統一できなかった。また、ネット局飛び乗りに配慮して後半の冒頭に改めて井田が「6時半になりました。ライブオンネットワークです」と挨拶した。

### 土曜
- 18:30 - 18:50（福井放送は18:48のエンディング終了直後『FBCニュース』が放送されていた。18:50 - 19:00はローカル枠）
- 「こんばんは」と言った後に、本多当一郎・青尾幸のいずれかが「6時半になりました」と言って始まっていた（『NNN6:30きょうのニュース』土曜や1989年9月30日までの『NNNニュースプラス1』土曜と同じ）。『NNN日曜夕刊』とは違い、番組タイトルは言わないことが多かった[11]。
- 番組のフォーマットは当時の『NNN日曜夕刊』と同じだが、テロップや中継先に出る「ライブオン」の文字や地図の出る系列局表示は平日と同じだった（『NNN日曜夕刊』は『NNN朝のニュース』『NNN昼のニュース』『NNNきょうの出来事』と同じだった）。『NNNジャストニュース』時代から続く『健康と医学』のコーナーが継続されていた（後継番組の『NNNニュースプラス1』以降は放送されていない）。

## 出演者
| 期間 | 期間      | 平日               | 平日       | 平日         | 土曜日                    |
| 期間 | 期間      | メイン             | お天気     | スポーツ     | メイン                    |
| --- | --------- | ------------------ | ---------- | ------------ | ------------------------- |
| 1986.9.29 | 1987.10.3 | 井田由美           | 木原実1・2 | 日高直人     | 本多当一郎3・4・5 青尾幸3 |
| 1987.10.5 | 1988.4.2  | 真山勇一 井田由美1 | 木原実1・2 | 海老原洋一 6 | 本多当一郎3・4・5 青尾幸3 |
| - 1 『NNNニュースプラス1』（井田は土曜）も続投。 - 2 『NNN Newsリアルタイム』→『news every.』も続投。 - 3 『NNN JUST NEWS』→『NNN6:30きょうのニュース』から続投。『NNN日曜夕刊』を兼務。 - 4 週末の『NNN昼のニュース』を兼務。 - 5 本多は、1988年3月26日をもって降板。4月2日のみ、芦沢俊美が担当。 - 6 当時日本テレビスポーツ担当記者。 |           |                    |            |              |                           |

## ネットしていた局での差し替えタイトル（1987年10月-番組終了の間）
| 放送局名                 | 番組名                                    |
| ------------------------ | ----------------------------------------- |
| STV 札幌テレビ           | STVニュースToday                          |
| RAB 青森放送             | RABニュースレーダー（2024年現在も放送中） |
| TVI テレビ岩手           | テレビ岩手ニュースアイ                    |
| MMT ミヤギテレビ         | NNNみやぎTODAY                            |
| ABS 秋田放送             | ABSニュースワイド                         |
| YBC 山形放送             | YBCきょうのニュース                       |
| FCT 福島中央テレビ       | NNNふくしまToday                          |
| YBS 山梨放送             | 山日YBSワイドニュース                     |
| TNN（現:TeNY）テレビ新潟 | NNNにいがたNOW                            |
| SDT 静岡第一テレビ       | NNN Todayしずおか                         |
| KNB 北日本放送           | KNBチャンネル1                            |
| FBC 福井放送             | NNN TODAYふくい                           |
| CTV 中京テレビ           | NNN中京TODAY                              |
| YTV よみうりテレビ       | NNNニュースワイドTODAY                    |
| NKT 日本海テレビ         | NNNワイドニュース日本海                   |
| HTV 広島テレビ           | NNNひろしまTODAY                          |
| KRY 山口放送             | KRYテレビ夕刊                             |
| JRT 四国放送             | フォーカス徳島（2024年現在も放送中）      |
| RNC 西日本放送           | RNC6:00                                   |
| RNB 南海放送             | なんかいNEWS5-30（17:30開始）             |
| RKC 高知放送             | NNNこうちToday                            |
| FBS 福岡放送             | NNN FBSきょうのニュース                   |
| KKT 熊本県民テレビ       | NNNくまもとNOW                            |

※当時は他にテレビ信州、テレビ長崎、鹿児島テレビ放送がNNNに加盟していたが、テレビ信州はテレビ朝日のニュース（『ANNニュースレーダー』→『ニュースシャトル ANN』）を、テレビ長崎と鹿児島テレビ放送（現在に至るまでNNNを含むクロスネットとなっているテレビ大分とテレビ宮崎も同様）はフジテレビの『FNNスーパータイム』をネットしていたため、『ライブオンネットワーク』の放送実績はない。
※ほとんどの局で、それまでのローカルニュース名を流用している。ほとんどは、TODAYまたはTodayの冠が付いていた。
※山形放送は、一時期に番組タイトルを日テレに合わせて『YBCライブオンネットワーク』と改題するも定着せず、全国ニュース枠を内包することを期に『YBCきょうのニュース』に戻した。
※日本テレビ以外において、『ライブオンネットワーク』を名乗る番組は土曜日と一部系列局の年末年始のみの放送だったことになる。
※ちなみに、番組後半（18:40ごろ-）のネットパートは、番組タイトルを改題している地域においては「ライブオンネットワーク」という“番組内のひとつのコーナー（ゾーン）”という扱いであったため、コーナー冒頭では番組ロゴ（差し替え局においては、あくまでそのコーナーのタイトルロゴ）が挿入されていた。
※この期間、番組終盤にはネットワークスポンサーがついていたため、後クレとそれに続くエンディング部分の映像は日本テレビから送られており、各局はその上にテロップで番組名と「終」を表示させていたが、このBGMはライブオンネットワークとしてのテーマミュージックであった。

## 番組ネット局での番組構成、提供枠などの扱いについて
- この番組のスポンサー構成は、前番組（『NNN JUST NEWS』→『NNN6:30きょうのニュース』）と同様に、ネット扱い1〜3社と各局独自のローカル扱いが数社（読売テレビのようにネット扱いのスポンサーのみとなる地域もある）という構成になっており、「前提供」「後提供」ともに、各局が独自で提供コメント・クレジットおよびエンドタイトル[12]を送出している。そのため日本テレビから送られる中継回線には背景のお天気カメラやニュース映像しか映っていないことになる。この形式は後番組「ニュースプラス1」の全国枠でも、1995年3月まで継続した。なお、本番組までは提供表示中のBGMも日本テレビから送出していた（後期は後提供のみよみうりテレビなどはローカルニュースのテーマ曲を提供読み・BGMの上から被せていた地域もある。『プラス1』では各局から送出）。
- 土曜日のエンディングについては、日本テレビを含めて各局ごとに自社送り出しにより、テーマ曲を流しながらブルーバックで提供クレジットを表示していたが、尺の都合により最後の部分を編集した例（日本テレビ・福井放送など）や、フェードアウトした例（西日本放送・広島テレビなど）があった。